# Engelbert Lorenz Fischer

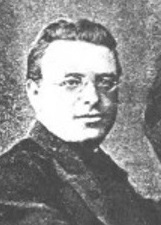
Engelbert Lorenz Fischer (um 1900)

Engelbert Lorenz Fischer (* 12. Oktober 1845 in Damm; † 17. Januar 1923 in Würzburg) war ein deutscher katholischer Theologe, Philosoph und Autor.

## Leben
Engelbert Lorenz Fischer wurde in Damm bei Aschaffenburg als Sohn eines Steingutdruckers der dortigen Steingutfabrik geboren. Er besuchte die Lateinschule, das Gymnasium und Lyzeum in Aschaffenburg und studierte ab 1866 Theologie an der Universität Würzburg. Am 7. August 1869 wurde er zum Priester geweiht. Von 1869 bis 1871 war er Kaplan der Pfarrei Johannesberg. Im Dezember 1871 wurde er Stadtkaplan an der Pfarrei St. Gertraud in Würzburg. 1879 erhielt er eine Stelle als Subregens des bischöflichen Knabenseminars Kilianeum. 1884 übernahm er die Pfarrei Oberdürrbach. 1893 kehrte er an die Pfarrei St. Gertraud zurück, wo er bis zu seinem Tod als Pfarrvorstand wirkte.
Fischer wurde 1875 zum Dr. phil. promoviert. Er verfasste eine Vielzahl von philosophischen und theologischen Arbeiten.

## Schriften (Auswahl)
- Das Grundproblem der Metaphysik, 1894
- Der Triumph der christlichen Philosophie gegenüber der antichristlichen Weltanschauung am Ende des XIX. Jahrhunderts, Eine Festgabe zur Säcularwende, Kirchheim Verlag, 1900
- Friedrich Nietzsche. Der „Antichrist“ in der neuesten Philosophie, G. J. Manz, 1901
- Überphilosophie. Ein Versuch, die bisherigen Hauptgegensätze der Philosophie in einer höheren Einheit zu vermitteln, Gebrüder Paetel Verlag, 1907
- Der Großgeist das höchste Menschenideal: Grundlinien zu einer Philosophie des Ganzgenies, Gebrüder Paetel Verlag, 1908
- Die populär- und wissenschaftlich-christliche Weltanschauung, Gebrüder Paetel Verlag, 1913
- Die Harmonie als Grundgesetz des Seins und Lebens, Schöningh, 1920
- Die schöne Seele, Gebrüder Paetel Verlag, 1922